# The Magic Skin (film 1914)
The Magic Skin è un cortometraggio muto del 1914. Il nome del regista non viene riportato nei credit del film prodotto dalla Victor Film Company che aveva come interpreti J. Warren Kerrigan, Jessalyn Van Trump, George Periolat, William Wadsworth, Ed Brady.
La storia è ispirata a La pelle di zigrino, romanzo di Honoré de Balzac pubblicato nel 1831.

## Produzione
Il film fu prodotto dalla Victor Film Company.

## Distribuzione
Distribuito dalla Universal Film Manufacturing Company, il film - un cortometraggio in due bobine - uscì nelle sale cinematografiche statunitensi il 5 gennaio 1914.